# Rugby Americas North Sevens 2021
El Rugby Americas North Sevens del 2021 fue la decimoséptima edición del torneo de rugby 7 disputado por las selecciones nacionales masculinas de la Rugby Americas North.
Se disputó entre el 16 y el 17 de octubre en el Meridian Fields de Providenciales en las Islas Turcas y Caicos.
El certamen sirve como torneo clasificatorio al Challenger Series de 2022.

## Fase de grupos

### Grupo A
| Pos | Países                    | Partidos | Partidos | Partidos | Partidos | Tantos | Tantos | Tantos | Pts |
| Pos | Países                    | J        | G        | E        | P        | PF     | PC     | DP     | Pts |
| --- | ------------------------- | -------- | -------- | -------- | -------- | ------ | ------ | ------ | --- |
| 1   | Jamaica                   | 2        | 2        | 0        | 0        | 55     | 12     | +47    | 6   |
| 2   | Islas Vírgenes Británicas | 2        | 1        | 0        | 1        | 26     | 46     | -20    | 4   |
| 3   | Islas Turcas y Caicos     | 2        | 0        | 0        | 2        | 20     | 43     | -23    | 2   |

|  | Avanzan a la fase final. |

| 16 de octubre de 2021 | Jamaica | 24 - 5 | Islas Turcas y Caicos | Meridian Fields, Providenciales |  |

| 16 de octubre de 2021 | Jamaica | 31 - 7 | Islas Vírgenes Británicas | Meridian Fields, Providenciales |  |

| 16 de octubre de 2021 | Islas Turcas y Caicos | 15 - 19 | Islas Vírgenes Británicas | Meridian Fields, Providenciales |  |

### Grupo B
| Pos | Países   | Partidos | Partidos | Partidos | Partidos | Tantos | Tantos | Tantos | Pts |
| Pos | Países   | J        | G        | E        | P        | PF     | PC     | DP     | Pts |
| --- | -------- | -------- | -------- | -------- | -------- | ------ | ------ | ------ | --- |
| 1   | México   | 2        | 2        | 0        | 0        | 53     | 19     | +34    | 6   |
| 2   | Barbados | 2        | 1        | 0        | 1        | 43     | 29     | +14    | 4   |
| 3   | Curazao  | 2        | 0        | 0        | 2        | 7      | 55     | -48    | 2   |

|  | Avanzan a la fase final. |

| 16 de octubre de 2021 | México | 31 - 0 | Curazao | Meridian Fields, Providenciales |  |

| 16 de octubre de 2021 | México | 22 - 19 | Barbados | Meridian Fields, Providenciales |  |

| 16 de octubre de 2021 | Barbados | 24 - 7 | Curazao | Meridian Fields, Providenciales |  |

### Grupo C
| Pos | Países   | Partidos | Partidos | Partidos | Partidos | Tantos | Tantos | Tantos | Pts |
| Pos | Países   | J        | G        | E        | P        | PF     | PC     | DP     | Pts |
| --- | -------- | -------- | -------- | -------- | -------- | ------ | ------ | ------ | --- |
| 1   | Bermudas | 2        | 1        | 0        | 1        | 53     | 7      | +46    | 5   |
| 2   | Guyana   | 2        | 1        | 0        | 1        | 43     | 20     | +20    | 5   |
| 3   | Belice   | 2        | 0        | 0        | 2        | 5      | 74     | -69    | 2   |

|  | Avanzan a la fase final. |

| 16 de octubre de 2021 | Guyana | 36 - 5 | Belice | Meridian Fields, Providenciales |  |

| 16 de octubre de 2021 | Bermudas | 15 - 7 | Guyana | Meridian Fields, Providenciales |  |

| 16 de octubre de 2021 | Belice | 0 - 38 | Bermudas | Meridian Fields, Providenciales |  |

## Fase Final

### Copa de plata
| Pos | Países                | Partidos | Partidos | Partidos | Partidos | Tantos | Tantos | Tantos | Pts |
| Pos | Países                | J        | G        | E        | P        | PF     | PC     | DP     | Pts |
| --- | --------------------- | -------- | -------- | -------- | -------- | ------ | ------ | ------ | --- |
| 1   | Islas Turcas y Caicos | 2        | 2        | 0        | 0        | 39     | 7      | +32    | 6   |
| 2   | Curazao               | 2        | 1        | 0        | 1        | 52     | 17     | +35    | 4   |
| 3   | Belice                | 2        | 0        | 0        | 2        | 0      | 67     | -67    | 2   |

|  | Clasifica a la Final de plata. |

| 17 de octubre de 2021 | Islas Turcas y Caicos | 17 - 7 | Curazao | Meridian Fields, Providenciales |  |

| 17 de octubre de 2021 | Curazao | 45 - 0 | Belice | Meridian Fields, Providenciales |  |

| 17 de octubre de 2021 | Islas Turcas y Caicos | 22 - 0 | Belice | Meridian Fields, Providenciales |  |

### Copa de oro

#### Grupo A
| Pos | Países   | Partidos | Partidos | Partidos | Partidos | Tantos | Tantos | Tantos | Pts |
| Pos | Países   | J        | G        | E        | P        | PF     | PC     | DP     | Pts |
| --- | -------- | -------- | -------- | -------- | -------- | ------ | ------ | ------ | --- |
| 1   | Jamaica  | 2        | 2        | 0        | 0        | 45     | 0      | +45    | 6   |
| 2   | Barbados | 2        | 1        | 0        | 1        | 26     | 26     | 0      | 4   |
| 3   | Guyana   | 2        | 0        | 0        | 2        | 5      | 50     | -45    | 2   |

|  | Clasifica a la Final de oro. |

| 17 de octubre de 2021 | Jamaica | 24 - 0 | Guyana | Meridian Fields, Providenciales |  |

| 17 de octubre de 2021 | Barbados | 26 - 5 | Guyana | Meridian Fields, Providenciales |  |

| 17 de octubre de 2021 | Barbados | 0 - 21 | Jamaica | Meridian Fields, Providenciales |  |

#### Grupo B
| Pos | Países                    | Partidos | Partidos | Partidos | Partidos | Tantos | Tantos | Tantos | Pts |
| Pos | Países                    | J        | G        | E        | P        | PF     | PC     | DP     | Pts |
| --- | ------------------------- | -------- | -------- | -------- | -------- | ------ | ------ | ------ | --- |
| 1   | México                    | 2        | 2        | 0        | 0        | 62     | 5      | +57    | 6   |
| 2   | Bermudas                  | 2        | 1        | 0        | 1        | 46     | 12     | +34    | 4   |
| 3   | Islas Vírgenes Británicas | 2        | 0        | 0        | 2        | 0      | 91     | -91    | 2   |

|  | Clasifica a la Final de oro. |

| 17 de octubre de 2021 | México | 50 - 0 | Islas Vírgenes Británicas | Meridian Fields, Providenciales |  |

| 17 de octubre de 2021 | Bermudas | 41 - 0 | Islas Vírgenes Británicas | Meridian Fields, Providenciales |  |

| 17 de octubre de 2021 | México | 12 - 5 | Bermudas | Meridian Fields, Providenciales |  |

### Final Copa de plata - Séptimo puesto
| 17 de octubre de 2021 | Islas Turcas y Caicos | 12 - 24 | Curazao | Meridian Fields, Providenciales |  |

### Quinto puesto
| 17 de octubre de 2021 | Guyana | 43 - 0 | Islas Vírgenes Británicas | Meridian Fields, Providenciales |  |

### Tercer puesto
| 17 de octubre de 2021 | Bermudas | 12 - 17 | Barbados | Meridian Fields, Providenciales |  |

### Final
| 17 de octubre de 2021 | Jamaica | 21 - 7 | México | Meridian Fields, Providenciales |  |

| Bandera de Jamaica |
| Campeón Jamaica    |
| Cuarto título      |